# Arisaema decipiens
Arisaema decipiens — многолетнее травянистое растение, вид рода Аризема (Arisaema) семейства Ароидные (Araceae).

## Ботаническое описание
Корневище цилиндрическое, до 9 см длиной и 2,5 см в диаметре.

### Листья
Катафиллов три или четыре, желтовато-пурпуровые с тёмно-коричневыми или беловатыми пятнами, 2—15 см длиной.
Листьев два. Черешки зеленоватые или красноватые с тёмно-зелёными или тёмно-фиолетовыми пятнами, 15—90 см длиной. Листовая пластинка перисторассечённая; листочки в числе (3)5—7, черешочки зеленоватые и иногда с пурпуровыми пятнами снизу, сверху тёмно-зелёные, от узко-продолговатых до овальных, в основании клиновидные, на вершине заострённые; центральный листочек с черешочком до 5 см длиной, 8—18 см длиной, 3—8 см шириной; наиболее удалённые 5—6 см длиной, 1,5—2 см шириной.

### Соцветия и цветки
Покрывало зелёное, обычно с тёмно-пурпуровыми крапинками. Трубка цилиндрическая, в основании белая, 4—6 см длиной и 1,5—2 см в диаметре, в устье косо усечённая, немного отогнутая. Пластинка зелёная, от ланцетовидной до овально-ланцетовидной, 4—9,5 см длиной и 3—3,5 см шириной, на вершине заострённая, с хвостовидным образованием 6—10 см длиной, загнутая вперёд.
Початок однополый. Женская часть коническая, 1,5—2 см длиной, 7—13 мм в диаметре у основания; завязь зелёная, формы бутылки; рыльце сидячее, фиолетовое. Мужская часть 2—2,5 см длиной; синандрий слабый; пыльников два или три; теки лопающиеся боковыми разрезами. Придаток вертикальный, зелёный, обычно с тёмно-пурпуровыми крапинками, цилиндрический, 5—7 см длиной, около 0,7 см в диаметре, морщинистый или с шипами, на ножке, на вершине закруглённый.
Цветёт в сентябре — январе.

### Плоды
Плоды — красные ягоды.
Семена в числе 1—3, яйцевидные, около 5 мм длиной.

## Распространение
Встречается в Индии (Ассам).
Растёт в вечнозелёных лесах, мшистых лесах, чащах, бамбуковых рощах, на скалах, на высоте 600—1600 м над уровнем моря.